# Pascal Courcelles
 (mars 2022).
La mise en forme du texte ne suit pas les recommandations de Wikipédia : il faut le « wikifier ».
Les points d'amélioration suivants sont les cas les plus fréquents :
- Les titres sont pré-formatés par le logiciel. Ils ne sont ni en capitales, ni en gras.
- Le texte ne doit pas être écrit en capitales (les noms de famille non plus), ni en gras, ni en italique, ni en « petit »…
- Le gras n'est utilisé que pour surligner le titre de l'article dans l'introduction, une seule fois.
- L'italique est rarement utilisé : mots en langue étrangère, titres d'œuvres, noms de bateaux, etc.
- Les citations ne sont pas en italique mais en corps de texte normal. Elles sont entourées par des guillemets français : « et ».
- Les listes à puces sont à éviter, des paragraphes rédigés étant largement préférés. Les tableaux sont à réserver à la présentation de données structurées (résultats, etc.).
- Les appels de note de bas de page (petits chiffres en exposant, introduits par l'outil «  Source ») sont à placer entre la fin de phrase et le point final[comme ça].
- Les liens internes (vers d'autres articles de Wikipédia) sont à choisir avec parcimonie. Créez des liens vers des articles approfondissant le sujet. Les termes génériques sans rapport avec le sujet sont à éviter, ainsi que les répétitions de liens vers un même terme.
- Les liens externes sont à placer uniquement dans une section « Liens externes », à la fin de l'article. Ces liens sont à choisir avec parcimonie suivant les règles définies. Si un lien sert de source à l'article, son insertion dans le texte est à faire par les notes de bas de page.
- La présentation des références doit suivre les conventions bibliographiques. Il est recommandé d'utiliser les modèles {{Ouvrage}}, {{Chapitre}}, {{Article}}, {{Lien web}} et/ou {{Bibliographie}}. Le mode d'édition visuel peut mettre en forme automatiquement les références.
- Insérer une infobox (cadre d'informations à droite) n'est pas obligatoire pour parachever la mise en page.

Pour une aide détaillée, merci de consulter Aide:Wikification.
Si vous pensez que ces points ont été résolus, vous pouvez retirer ce bandeau et améliorer la mise en forme d'un autre article.
Pascal Courcelles (1956, Watermael-Boitsfort) est un artiste plasticien belge spécialisé dans le travail de la matière.

## Biographie
Pascal Courcelles grandit à Uccle dans une famille nombreuse. Son père, Pierre Courcelles, est journaliste et poète. Il décède prématurément en 1964. Dès ses douze ans, sa mère souhaite l'envoyer accomplir des études d'art en internat, ce qu'il refuse dans un premier temps. Quatre ans plus tard, il commence des études d'arts décoratifs en internat à l'Institut Saint-Luc de Tournai. Il y fréquente l'atelier d'Yvan Theys dont la peinture épaisse et l'expressionnisme le marqueront.
Sorti en 1975 il poursuit des études d'art plastique à l'École supérieure des arts Saint-Luc à Bruxelles qu'il terminera en 1979. Il suivra notamment les enseignements de Pierre Carlier, Marthe Wéry et Thierry de Duve. Malgré l'environnement artistique des années 1970, dominé par l'art conceptuel, il choisit la peinture comme principal mode d'expression.
Il s'ensuit une période précaire de dix ans où Pascal Courcelles continue à créer tout en travaillant sur le côté comme éducateur. Il obtient cependant sa première exposition individuelle en 1984 à la galerie Amok qui signera le début d'une longue carrière. Il est distingué au Prix de la Jeune Peinture en 1985. Au tournant des années 1990 il occupe le dernier étage d'un bâtiment qui réunit plusieurs ateliers d'artistes (notamment Pascal Bernier et Damien De Lepeleire) situé rue de l'Église à Saint-Gilles. C'est là qu'il fait la connaissance de Michel Frère.
Pour leur travail matière, ces deux peintres seront considérées comme les émules d'Eugène Leroy,qu'ils rencontrent d'ailleurs. Ils prennent toutefois chacun des voies très différentes,.
Les années 1990 sont à cet égard déterminantes pour le travail de Courcelles. Sa première et sa seconde exposition à Nagoya, en 1990 et 1992, lui apporteront l'influence de l'art japonais en termes de pensée et de clarté,. La rencontre avec sa femme, Nathalie, l'encourage à retrouver des thèmes floraux qui le fascinent depuis toujours. Il nourrit cette passion au contact de rosiéristes tels qu'Ivan Louette (qu'il connait depuis Saint-Luc à Bruxelles) et développera sa propre collection de roses,. La façon dont les fleurs captent la lumière et l'élément aquatique sont une source d'inspiration pour le peintre (ce qui l'amènera souvent à être rapproché de l'impressionnisme),. La fin de cette décennie sera marquée par la collaboration avec la galerie Noirhomme et les disparitions de Michel Frère (1999) et d'Eugène Leroy (2000).
À partir de 2002 il sera principalement représenté par la galerie Lanzenberg. S'inventant sans cesse il passera par plusieurs phases d'inspirations et de techniques portant toujours sa signature matiériste et lumineuse avec entre autres : paysages de villes (toujours colorées), sphères et mobiles, sculptures, travaux sur des livres, dessins ou encore, plus récemment, gravures,,,. Il fait partie des artistes choisis pour peindre les anciennes plaques de l'Atomium, alors en restauration (2005),. Sa deuxième rencontre avec l'orient se déroule en 2006, au Liban, où il entame une collaboration avec la galerie Alice Mogabgab. Sa sensibilité s'est, à ces occasions, nourrie de la contemplation de la nature et des paysages de Jezzine. Plus récemment il illustre des livres, comme le recueil de poésie Robert, va te coucher de Daniel Vander Gucht,.
Pascal Courcelles a également exposé en Italie, en France, en Hollande, en Grèce, en République Démocratique du Congo, à Londres, à New-York,. Il vit et travaille depuis 2016 dans les environs de Louvain-la-Neuve, à Nil-Saint-Vincent.

## La peinture matière
Ses premiers travaux sont influencés par le Pop art (collages où se superposent déjà des supports de matière composites : sable, cire, plâtre, peinture à huile). L'aspect économique lié au besoin en matériaux l'amèneront à utiliser une technique de palimpseste pictural. Comme chez Michel Frère, on trouve alors plusieurs couches de peintures à huile donnant cette épaisseur et cet aspect charnel à la peinture.
Le sens d'un travail en devenir perpétuel s'impose alors de lui-même, l'artiste considérant qu'il trouve-lui-même en créant les vérités qui l'habitent. En ce sens, le travail de Courcelles est radicalement différent de celui de Frère, dont Courcelles dira : “Michel était fasciné par la pierre philosophale. Cette pierre dont la vertu principale est d’absorber la lumière. Ce qui se retrouve dans ses tableaux, sombres, qui semblent aspirer toute la lumière.” Courcelles au contraire travaille surtout avec du blanc pour obtenir une générosité au niveau des couleurs, il cherche à renvoyer la lumière. Cette tonalité qui est par ailleurs joyeuse (voire "jouissante") est aussi ce qui le distingue fondamentalement du travail d'Eugène Leroy, qui cherche quant à lui l'indicible dans un climat de souffrance,.
Il est aussi dit de ses peintures qu'elles arrivent à équilibrer la polychromie et la sérénité,.

## Citations
« Le peintre est un homme de rencontre, de hasards, de pensées et de gestes, de doutes et d’étoiles filantes : nous avons besoin d’une vie pour comprendre la peinture mais la peinture prend son temps, elle est tant de choses inexplicables et inexpliquées, sa beauté ne surgit pas d’un souffle, elle se construit. »

## Collections publiques
- Musée d'Ixelles
- Musée de la Reliure et des Arts du livre
- Centre de la Céramique Keramis
- Clinique Saint-Pierre Ottignies

## Expositions individuelles
- 1984 Amok Galerie, Bruxelles
- 1986 Canon Heysel, Bruxelles
- 1988 « Fontaines peintes in situ » Bagno Genova, Viareggio, Italie
- 1990 X+ Galerie, Bruxelles ; Naïto Gallery, Nagoya, Japon
- 1991 Down Town Gallery, Bruxelles
- 1992 Domaine de Rhode, Rhode St Genèse ; Galerie d’Ursel, Bruxelles ; Galerie Viviane Couttenier, Courtrai, Belgique
- 1993 Naïto Gallery, Nagoya, Japon
- 1994 Galerie Damasquine, Bruxelles
- 1996 Galerie Damasquine, Bruxelles
- 1997 Galerie Velge et Noirhomme, Bruxelles
- 1999 Galerie Hugo Godderis, Veurne, Belgique ; Galerie Velge et Noirhomme, Bruxelles ; Espace culture de Vezy-Veron, Wépion, Belgique
- 2000 Kunsthuis Clairmarais, Turnhout, Belgique
- 2001 Maison de la Culture, Namur, Belgique ; Galerie de Prêt d’œuvres d’Art, Bruxelles
- 2002 Galerie Juvenal, Fondation Boilly-Charlier, Huy, Belgique ; Galerie Fred Lanzenberg, Bruxelles
- 2003 Art Brussels, Galerie Fred Lanzenberg, Bruxelles ; Galerie Fred Lanzenberg, Bruxelles ; Kunsthuis Clairmarais, Turnhout, Belgique
- 2004 Musée de la Faïence, La Louvière, Belgique ; Galerie Negenpuntnegen, Roulers, Belgique
- 2005 Art Brussels, Galerie Fred Lanzenberg, Bruxelles ; Galerie Fred Lanzenberg, Bruxelles ; Kunsthuis Clairmarais, Turnhout, Belgique
- 2006 Galerij Blom, Doordrecht, Pays-Bas ; Galerie Alice Mogabgab, Beyrouth, Liban ; Maison de la Culture, Avapessa, Corse ; Galerie Guillaume, Paris ; Galerie Blom, Dordrecht, Pays-Bas
- 2007 Galerie Fred Lanzenberg, Bruxelles ; Galerie Negenpuntnegen, Roulers, Belgique ; Galerie Kontrast, Tilburg, Pays-Bas ; L’Ermitage Gantois, Lille, France
- 2008 Galerie Suty, Coye-la-Forêt, France ; Art Élysée, Galerie Fred Lanzenberg, Paris ; Espace Porsche Photo-Peinture, Uccle Bruxelles
- 2009 Galerie Fred Lanzenberg, Bruxelles ; Galerie Pierrick Touchefeu, Sceaux, France ; Galerie Alice Mogabgab, Beyrouth, Liban
- 2010 Galerie Blom, Dordrecht, Pays-Bas ; Galerie Pascal Janssens, Gand, Belgique ; Galerie Pierrick Touchefeu, Sceaux, France
- 2011 Université Lyon III Jean Moulin, Lyon, France ; « The sun is always coming back » avec Robert Quint, Opprebais, Belgique
- 2012 Galerie Alice Mogabgab, Beyrouth, Liban ; Galerie Negenpuntnegen, Roulers, Belgique ; Galerie Blom, Dordrecht, Pays-Bas ; Librairie Chemin d’Encre “Livres”, Conques, France
- 2013 Centre culturel de Ittre, avec Pierre Martens et François Huon ; IFAA Louvain la Neuve – Faculté des Sciences ; Centre Culturel Jacques Frank, Bruxelles ; Galerie Fred Lanzenberg, Bruxelles
- 2014 Galerie Negenpuntnegen, Roulers, Belgique ; Galerie Alice Mogabgab, Beyrouth, Liban ; Galerie Florence Rasson, Tournai, Belgique ; La lettre volée, Bruxelles, Belgique
- 2015 Galerie Fred Lanzenberg, Bruxelles ; Galerie Negenpuntnegen, Roulers, Belgique ; Galerie Blom, Dordrecht, Pays-Bas

- 2016 Galerie Exit 11, Château de Petit Leez Belgique ; Galerie 360°, Braine-l’Alleud, Belgique ; Galerie Negenpuntnegen, Roulers, Belgique

- 2017 Galerie Fred Lanzenberg Bruxelles Belgium ; Galerie Blom, Dordrecht, Pays-Bas ; Galerie No(o)rd, Mesnil-Église, Belgium ; Galerie Le La du Haut Là, Mons, Belgique
- 2018 Galerie Thierry Bertrand, Ars-en-Ré, France ; Galerie Mahieux, Bruxelles, Belgique
- 2019 Galerie Fred Lanzenberg, Bruxelles ; Galerie Thierry Bertrand, Ars-en-Ré, France ; Galerie Exit 11, Château de Petit Leez, Belgique ; Galerie Negentpuntnegen, Roulers, Belgique
- 2020 Galerie Détour, Namur, Belgique

## Expositions collectives
- 1984 « A Belli Casus » avec Compère et Umbriet, Bruxelles
- 1985 Prix de la Jeune peinture, Bruxelles « Who’s afraid 85 », Bruxelles Atelier Bernier Frère
- 1986 XXe Prix International d’Art Contemporain, Monaco ; Mostra d’Arte Internazionale, Todi, Italia ; Antichambre, Gent ; Art Actuel III, Liège ; Galerie X+, Bruxelles ; « L’Amore e la Pace », Florence, Italie ; Cultureel Centrum, Strombeek-Bever, Belgique
- 1987 Galerie «Artivisme », Roma

- 1988 L’Art face aux Nouvelles Technologies, ISELP, Bruxelles
- 1993 Media Mix Art, Artwal + B Gallery, New-York
- 1995 Arts for Sarajevo, Antwerpen
- 1996 XXVIIIe Festival de peinture, Cagnes-sur-Mer
- 1998 Amnesty International, Fondation Serge Goyens de Heusch, Bruxelles
- 1999 Kunsthuis Clairmarais, Turnhout, Belgique ; « Liberté, Liberté chérie, ISELP, Bruxelles
- 2001 « Summer Friends », Private Show, Bruxelles
- 2003 Amnesty International, Fondation Seerge Goyens de Heusch, Bruxelles ; L’accueil, Bruxelles ; Château Malou, GPOA, Bruxelles
- 2004 Rodeart, Rhode St Genèse, Belgique ; L’accueil, Bruxelles
- 2005 Birdinvest, Borgloon ; Atomium (Le Soir), Bruxelles-Brussel ; L’accueil, Bruxelles ; Fondation Erasme, Bruxelles
- 2006 Château de Jehay, Liège, Belgique ; Les Barriques de Puech-Haut, Tour et Taxis, Bruxelles ; « L’eau de là » Galerie Alice Mogabgab, Beyrouth, Liban
- 2007 L’Accueil, vente au profit de l’enfance à l’hôpital, Bruxelles ; Galerie Blom, Dordrecht, Pays-Bas ; Fondation Erasme, Bruxelles ; Children Hospital, Belgique ; Galerie Alice Mogabgab, Beyrouth, Liban ; « Les Barriques de Puech-Haut », Montpellier, France
- 2008 L’accueil, vente au profit de l’enfant à l’hôpital, Salle de vente Pierre Bergé, Bruxelles ; Honorons Honoré, Mechelen, Belgique ; Rodeart, Rhode-St-Genèse, Belgique ; Little Art fair, Galerie Suty, France ; Galerie Blom, Dordrecht, Pays-Bas ; “Œuvres sur papier”, Galerie Alice Mogabgab, Beyrouth, Liban
- 2009 L’Accueil, Bruxelles ; Rodeart, Rhode-St-Genèse, Belgique ; « Journées de la Saint Martin » Tourinnes-la-Grosse, Belgique ; « 100 petits formats pour grands collectionneurs » ; Galerie Alice Mogabgab, Beyrouth, Liban ; Bernard Chauchet Contemporary Art, Londres, Royaume-Uni
- 2010 L’Accueil, Bruxelles ; « Un peu, beaucoup, passionnément »… exposition dirigée par Madame Françoise Monnin ; Galerie Alice Mogabab, Beyrouth, Liban ; « Artistes pour Haïti » Le Botanique, Bruxelles ; « Lente Parade Dordrecht » Galerie Blom, Pays-Bas ; « 100 petits formats pour grand collectionneurs » Galerie Alice Mogabgab, Beyrouth, Liban
- 2011 « Arborescence » Art Paris 2011, Galerie Alice Mogabgab ; « Cartes Postales », Galerie 100 titres, Bruxelles ; Galerie Blom, Dordrecht, Pays-Bas ; « De l’arbre à la forêt » exposition dirigée par Monsieur Michel Baudson, Galerie Alice Mogabgab, Beyrouth
- 2012 « Animal », exposition dirigée par Monsieur Luc Jacquet ; Galerie Alice Mogabgab, Beyrouth, Liban ; Galerie Valérie Bach, Bruxelles « 13 Peintres et moi » ; Galerie Blom, Dordrecht, Pays-Bas ; Galerie Exit 11, Grand Leer, Belgique ; Banque Degroof, « Abstract Worlds » Wavre, Belgique ; Solarwind Windhof « Le déchet industriel », Luxembourg ; Rarity Gallery, Mykonos, Grèce
- 2013 Les Pilotis, Bruxelles ; Hey June, Dworp, Belgique ; Art Paris, Galerie Alice Mogabgab, Beyrouth, Liban ; IFAA – Louvain-La-Neuve, Belgique ; “La gloire du végétal” exposition dirigée par Monsieur Gilbert Lascault, Galerie Alice Mogabgab, Beyrouth ; Galerie Blom, Dordrecht, Pays-Bas ; IFAA – Nimègue, Pays-Bas ; Galerie Exit 11, Grand Leez, Belgique ; Arthotèque, Fête romane ; “L’Or », Église de la Trinité, Bruxelles ; Gunshot, Galerie Marion De Cannière ; Rarity Gallery, Mykonos, Grèce
- 2014 Galerie Alice Mogabgab, Beyrouth, Liban ; Galerie Blom, Dordrecht, Pays-Bas ; “Precious and nothing”, Dworp, Belgique ; « Artist Print », JAP-Komplot, Bruxelles ; IFAA –YANGO, Kinshasa, Congo ; The Corner Gallery, Bruxelles
- 2015 80's Art : Kunst, Bruxelles, Belgique ; Fêtes de la Saint Martin, Tourinne-la-grosse, Belgique ; Ravi, Liève, Belgique ; Antica Namur, Namur, Belgique ; Institut de Duve, Bruxelles, Belgique ; Woonrichting Oosterlink, Wetteren, Belgique ; Galerie la Predelle, Besançon, France ; Galerie M&M, Bruxelles, Belgique ; Galerie Blom, Dordrecht, Pays-Bas
- 2016 Lille Art Up, Galerie M&M, Bruxelles ; Galerie La Predelle, Besançon, France ; Musée d'Ixelles, Ixelles, Belgique ; ; Académie des Arts de Sait Gilles, Bruxelles, Belgique ; ; Galerie Blom, Dordrecht, Pays-Bas
- 2017 Woonrichting Oosterlink, Wetteren, Belgique ; L'Accueil, Bruxelles, Belgique ; Galerie Exit 11, Château de Petit-Leez, Belgique ;
- 2018 Galerie M&M, Bruxelles, Belgique ; Galerie Détour, Namur, Belgique ; L'accueil, Bruxelles, Belgique ; Woonrichting Oosterlinck, Weteren, Belgique ; Ancienne gare de Perwez, Perwez, Belgique
- 2019 Galerie Exit 11, Château de Petit-Leez, Belgique ; Peinture Fraîche, Bruxelles, Belgique
- 2020 Galerie Protée, Paris, France